# Domov daleko od Homera
Domov daleko od Homera (v anglickém originále Home Away from Homer) je 20. díl 16. řady (celkem 355.) amerického animovaného seriálu Simpsonovi. Scénář napsal Joel H. Cohen a díl režíroval Bob Anderson. V USA měl premiéru dne 15. května 2005 na stanici Fox Broadcasting Company a v Česku byl poprvé vysílán 11. listopadu 2007 na stanici ČT2.

## Děj
Líza zavolá do neoblíbeného veřejnoprávního rádia a vyhraje lístky pro čtyři osoby na albánský film Kosovský podzim. Homer nechá Maggie s Nedem Flandersem, který souhlasí s bezplatným hlídáním, zatímco zbytek rodiny sleduje film. Když Marge vyzvedne Maggie a narychlo Nedovi nabídne, že mu za hlídání zaplatí, Ned přizná, že potřebuje peníze navíc, protože obří maloobchod s názvem Left-Mart ohrožuje jeho podnikání. Marge mu navrhne, aby někomu pronajal jeden ze svých pokojů. Souhlasí a dá pokoj Katje a Vicky, dvěma studentkám komunitní vysoké školy. 
Ty využijí jeho důvěřivé povahy a využijí pokoj jako místo pro pornografické webové stránky. Bart a Milhouse narazí na reklamní banner této stránky a podělí se o svůj objev s Homerem, který začne tuto zprávu šířit po městě. Marge brzy zjistí, že si Homer a Bart prohlížejí webovou stránku, a donutí Homera, aby vše řekl Nedovi, jenž posléze rozzlobeně donutí dívky odejít, ale uvědomí si, že jim všichni přišli fandit. Ned, zděšený výsměchem města i Homerovou zradou, opouští město a stěhuje se do Humbletonu v Pensylvánii, domova porcelánových „figurek Humble“, které sbírá. Marge a Líza, rozzlobené Homerovým jednáním, mu řeknou, aby se choval slušně k jejich novému sousedovi, „trenérovi“ Clayi Robertsovi, který se stane vůči Homerovi cynickým tyranem, způsobí pád stromů na zahradu Simpsonových a odčerpá benzín z Homerova auta. 
Ned mezitím zjistí, že přátelské pseudoněmecké městečko Humbleton je vším, o čem kdy snil. Když se však uchází o práci v humbletonské dílně na výrobu figurek, vedoucí ho požádá, aby si oholil knír, protože prohlásí, že je „hippie“ a odvádí pozornost. Ned o tom krátce uvažuje, ale brzy se rozhodne, že je to důležitější než názory obyvatel města, kteří se mu vyhýbají. 
Homer jede do Humbletonu a prosí Neda, aby se vrátil, a ten, když vidí odsuzující tváře obyvatel Humbletonu, jež na něj zírají, souhlasí. Clay odmítá dům opustit, přestože ho Ned upozorní, že jeho šek na 200 000 dolarů propadl, a tudíž mu nemovitost právně stále patří, ale nechá se přesvědčit, jakmile ho Ned a Homer přemůžou pouhou silou. O několik hodin později Homer získá varhany, o nichž se Ned domnívá, že jsou z místního kostela, a umístí je na Nedovu zahradu na uvítací večírek, kterého se zúčastní několik obyvatel Springfieldu. Ned je na večírku šťastný, což Homera brzy rozčílí.

## Přijetí
Ve Spojených státech díl během premiéry sledovalo 8,17 milionu diváků.
Colin Jacobson z DVD Movie Guide napsal: „Ačkoli se nejedná o skvělou epizodu, Domov vykazuje známky života. Jak se mi může nelíbit epizoda, která se v prvních minutách vysmívá NPR, snobským filmům a figurkám Hummel? Zbytek sice nedosahuje kvalit úvodu, ale pořád je to docela dobrým dílem.“.
Patrick D. Gaertner ze serveru Puzzled Pagan k dílu uvedl: „Nebyla to nijak zvlášť skvělá epizoda, ale v tomto období se mi docela líbila. Vždycky jsem fandil tomu, že Ned a Homer jsou přátelé, a líbil se mi ústřední konflikt v této epizodě. Nápad, že Ned omylem nechá ve svém domě natáčet porno, je trochu směšný, ale Homer, který říká celému městu, aby se Nedovi posmívalo, je perfektní. (…) Asi nejvíc se mi na téhle epizodě líbilo, že se z Neda stal liberální rebel místa. Mám Neda Flanderse rád, přestože je často používán jako terč vtipů. V epizodách, které se netočí kolem Neda, je obvykle jen karikaturou všeho špatného na věřících lidech. Ale když je ústředním bodem, dostává mnohem větší hloubku a líbí se mi myšlenka, že ačkoli by Ned rád žil konzervativním životem, má v sobě trochu divokou povahu. Měl svou hranici, stříhal si knír, a když po něm chtěli, aby ji překročil, rozhodl se úplně vzbouřit a vztekat se proti mašinérii. To se mi líbilo. Budu se opakovat, tenhle díl je prostě docela slušný, když se postaví proti zlatému věku, ale na konec 16. řady je to docela solidní.“.